# Ancylolomia sansibarica
Ancylolomia sansibarica là một loài bướm đêm trong họ Crambidae.